# Маријус Петипа
Маријус Петипа (фр. Michel-Victor-Marius-Alphonse Petipa, рус. Мариус Иванович Петипа; Марсељ, 11. март 1818 — 14. јул 1910, Гурзуф на Криму), био је француско-руски балетан и кореограф. Сматра се за оца класичног балета, у којем је комбиновао француске и италијанске утицаје са руским балетом.
Каријеру је започео као балетан у Бордоу и Мадриду. Маријус се 1847. доселио у Санкт Петербург и преузео улогу главног балетана (Premier danseur) Царског позоришта. Тамо је у балету Маријинског театра (касније: Балет Киров) доживео своје највеће успехе. Радио је са бројним композиторима, попут Чезаре Пуњија, Лудвига Минкуса, Рикарда Дрига и П. И. Чајковског. Под његовим уметничким руководством настале су продукције балета: Минкусова Бајадера, Глазуновљева Рајмонда и балети Чајковског Трнова ружица, Крцко орашчић и прерађена верзија Лабудовог језера (заједно са Лавом Ивановом). У Санкт Петрбургу напредовао је до позиције директора балета (Premier Maître de Ballet).
Под Петипиним покровитељством своје образовање и каријеру су започеле неке знамените балерине: Матилда-Марија Кашесинскаја, Олга Преображенскаја и Ана Павлова.
Око 1903. нови директор Царског позоришта Тељаковски покушао је да потисне остарелог Петипу, сматрајући да је његове време прошло и да треба пружити прилику новим тенденцијама. Петипа је и поред хроничне болести наставио да ради, углавном прерађујући раније балете. Олга Преображенскаја је за њега изјавила:
... када сам се придружила Царском балету 1889, (Петипа) је био прави мајстор. Увек сам сматрала да сам срећна што сам познавала таквог генија, јер кад је Петипа ушао у своје 80е, његова уметност је достигла невиђене висине. Захваљујући његовој генијалности наш балет није имао премца у целој Европи.
Године 1907. Петипа се повукао на Крим где је написао мемоаре (1906/07) и издао своје дневничке записе. Петипин отац Жан Антоан Петипа је такође био кореограф и директор балета, а брат Лисијен Петипа је био један од најпопуларнијих балетских играча свога времена.

## Балети

### Нант, Француска
- Le Droit du seigneur (1838)
- La Petite Bohémienne (1838)
- La Noce à Nantes (1838)

### Бордо, Француска
- La Jolie Bordelaise (1840)
- L’Intrigue amoureuse (1841)
- La Vendange (1842)
- Le Langage des fleurs (1844)

### Мадрид, Шпанија
- Carmen et son toréro (1845)
- La Perle de Séville (1845)
- L’Aventure d’une fille de Madrid (1845)
- Départ pour la course des taureaux (1845)
- La Fleur de Grenade (1846)
- Forfasella ó la hija del infierno (1846)
- Alba-Flor la pesarosa (1847)

### Русија
Imperial Bolshoi Kammeny Theatre, Санкт Петербург
- Paquita (revival, after J. Mazilier). Staged with Frédéric Malevergne. Music by Edouard Deldevez and Ludvig Minkus. 8 October [по јулијанском 26 September] 1847..
- Le Diable amoureux (as Satanella) (revival, after J. Mazilier). Staged with Jean Petipa. Music by Napoléon Henri Reber, François Benoist and Konstantin Liadov. 22 February [по јулијанском 10 February] 1848..
- Léda, ou la Laitière Suisse (revival, after F. Taglioni). Staged with Jules Perrot and Jean Petipa. Music by Adalbert Gyrowetz, Michele Carafa and Cesare Pugni. 16 December [по јулијанском 4 December] 1849..
- Giselle (revival, after Jean Coralli and J. Perrot). Staged with Jules Perrot. Music by Adolphe Adam and Cesare Pugni. 7 February [по јулијанском 26 January] 1850..
- Le Corsaire (revival, after J. Mazilier). Staged with Jules Perrot. Music by Adolphe Adam and Cesare Pugni. 24 January [по јулијанском 12 January] 1858..
- Un Mariage sous la Régence. Music by Cesare Pugni. 30 December [по јулијанском 18 December] 1858..
- La Carnaval de Venise (pas de deux for Amalia Ferraris). Music by Cesare Pugni on a theme by Niccolò Paganini. 24 February [по јулијанском 12 February] 1859..
- Le Marché des parisien. Music by Cesare Pugni. 30 April [по јулијанском 23 April] 1859..
- La Somnambule (revival, after Jean-Pierre Aumer). Music by Ferdinand Hérold and Cesare Pugni. 21 December [по јулијанском 19 December] 1859..
- Le Dahlia Bleu. Music by Cesare Pugni. 24 April [по јулијанском 12 April] 1860..
- The Pharaoh's Daughter. Music by Cesare Pugni. 30 January [по јулијанском 18 January] 1862..
- La Beauté du Liban, ou l’Esprit des montagnes. Music by Cesare Pugni. 24 December [по јулијанском 12 December] 1863..
- La Danseuse en voyage (revival, after J. Perrot). Music by Cesare Pugni. 16 November [по јулијанском 4 November] 1865..
- Florida. Music by Cesare Pugni. 22 January [по јулијанском 10 January] 1866..
- Faust (revival, after J. Perrot). Music by Giacomo Panizza, Sir Michael Andrew Costa, Niccolò Bajetti and Cesare Pugni. 19 November [по јулијанском 7 November] 1867..
- Le Roi Candaule. Music by Cesare Pugni. 31 October [по јулијанском 17 October] 1868..
- Catarina (revival, after Jules Perrot). Music by Cesare Pugni. 13 November [по јулијанском 1 November] 1870..
- Les Deux étoiles. Music by Cesare Pugni. 12 January [по јулијанском 31 January 1871] 1872..
- La Camargo. Music by Ludwig Minkus. 29 December [по јулијанском 17 December] 1872..
- Le Papillon (revival, after M. Taglioni). Music by Jacques Offenbach and Ludwig Minkus. 19 January [по јулијанском 7 January] 1874..
- La Naïade et le Pêcheur (revival, after J. Perrot). Music by Cesare Pugni. 7 November [по јулијанском 27 October] 1874..
- Les Brigands. Music by Ludwig Minkus. 6 February [по јулијанском 26 January] 1875..
- Les Aventures de Pélée. Music by Ludwig Minkus and Léo Delibes. 30 January [по јулијанском 18 January] 1876..
- Le Songe d’une nuit d’été. Music by Ludwig Minkus and Felix Mendelssohn. 26 July [по јулијанском 14 July] 1876..
- La Bayadère. Music by Ludwig Minkus. 4 February [по јулијанском 23 January] 1877..
- Roxana, la beauté du Monténégro. Music by Ludwig Minkus. 10 February [по јулијанском 29 January] 1878..
- La Fille des Neiges. Music by Ludwig Minkus. 19 January [по јулијанском 7 January] 1879..
- Frisac, ou la Double Noce. Music arranged by Ludwig Minkus from the airs of Giacomo Meyerbeer, Giuseppe Verdi, Vincenzo Bellini and Gioacchino Rossini. 23 March [по јулијанском 11 March] 1879..
- Mlada. Music by Ludwig Minkus. 14 December [по јулијанском 2 December] 1879..
- La Fille du Danube (revival, after F. Taglioni). Music by Adolphe Adam and Ludwig Minkus. 8 March [по јулијанском 24 February] 1880..
- Zoraïa, ou la Maure en Espagne. Music by Ludwig Minkus. 13 February [по јулијанском 1 February] 1881..
- La Vivandière (as Markitenka) (revival, after A. Saint-Léon). Music by Cesare Pugni. 20 October [по јулијанском 8 October] 1881..
- Pâquerette (revival, after A. Saint-Léon). Music by François Benoist and Ludwig Minkus. 22 January [по јулијанском 10 January] 1882..
- Pygmalion, ou La statue de Chypre. Music by Prince Nikita Trubestkoi. 23 December [по јулијанском 11 December] 1883..
- Coppélia (revival, after A. Saint-Léon). Music by Léo Delibes. 7 December [по јулијанском 25 November] 1884..
- Le Diable à Quatre (as La Femme capricieuse) (revival, J. Mazilier). Music by Adolphe Adam, Cesare Pugni and Ludwig Minkus. 5 February [по јулијанском 23 January] 1885..
- La Fille Mal Gardée (as La Précaution inutile) (revival, after Paul Taglioni). Staged with Lev Ivanov and Virginia Zucchi. Music by Peter Ludwig Hertel, Ferdinand Hérold and Cesare Pugni. 27 December [по јулијанском 15 December] 1885..

Марински театар, Санкт Петербург
- Les Pilules magiques. Music by Ludwig Minkus. 21 February [по јулијанском 9 February] 1886..
- L’Ordre du Roi. Music arranged by Albert Vizentini from the airs of Johann Strauss II, Léo Delibes, Daniel Auber, Jules Massenet and Anton Rubinstein. 26 February [по јулијанском 14 February] 1886..
- La Esmeralda (revival, after J. Perrot). Music by Cesare Pugni. 29 December [по јулијанском 17 December] 1886..
- Fiametta (revival, after A. Saint-Léon). Music by Ludwig Minkus. 18 December [по јулијанском 6 December] 1887..
- La Vestale. Music by Mikhail Ivanov. 1 March [по јулијанском 17 February] 1888..
- Le Talisman. Music by Riccardo Drigo. 6 February [по јулијанском 25 January] 1889..
- The Sleeping Beauty. Music by Pyotr Ilyich Tchaikovsky. 15 January [по јулијанском 3 January] 1890..
- Nénuphar. Music by Nikolai Krotkov. 23 November [по јулијанском 11 November] 1890..
- Kalkabrino. Music by Ludwig Minkus. 25 February [по јулијанском 13 February] 1891..
- La Sylphide (revival, after F. Taglioni). Music by Jean Madeleine Schneitzhoeffer and Riccardo Drigo. 31 January [по јулијанском 19 January] 1892..
- The Nutcracker. Staged by Petipa and Lev Ivanov. Music by Pyotr Ilyich Tchaikovsky. 18 December [по јулијанском 6 December] 1892..
- Cendrillon (as Zolushka). Staged by Lev Ivanov and Enrico Cecchetti under the supervision of Petipa. Music by Baron Boris Fitinhof-Schell. 17 December [по јулијанском 5 December] 1893..
- Swan Lake (revival, after J. Reisinger). Staged with Lev Ivanov. Music by Pyotr Ilyich Tchaikovsky in a revision by Riccardo Drigo. 27 January [по јулијанском 15 January] 1895..
- The Little Humpbacked Horse (as La Tsar-Demoiselle) (revival, after A. Saint-Léon). Music by Cesare Pugni and Riccardo Drigo. 18 December [по јулијанском 6 December] 1895..
- La Halte de la cavalerie. Music by Johann Armsheimer. 2 February [по јулијанском 21 January] 1896..
- Barbe-bleue. Music by Pyotr Schenck. 20 December [по јулијанском 8 December] 1896..
- Raymonda. Music by Alexander Glazunov. 19 January [по јулијанском 7 January] 1898..
- The Magic Mirror. Music by Arseny Koreshchenko. 22 February [по јулијанском 9 February] 1903..

Друга места у Русији
- L’Étoile de Grenade. Music by Cesare Pugni. 21 January [по јулијанском 9 January] 1855.. Palace of the Grand Duchess Elena Pavlovna, St. Petersburg.
- La Rose, la Violette et le Papillon. Music by Prince Pyotr Georgievich of Oldenburg. 20 October [по јулијанском 8 October] 1857.. Estate of Prince Pyotr Georgievich of Oldenburg, Tsarskoye Selo.
- Terpsichore. Music by Cesare Pugni. 28 November [по јулијанском 16 November] 1861.. Imperial Theatre, Tsarskoye Selo.
- Titania. Music by Cesare Pugni. 30 November [по јулијанском 18 November] 1866.. Palace of the Grand Duchess Elena Pavlovna, St. Petersburg.
- L’Amour bienfaiteur. Music by Cesare Pugni. 18 March [по јулијанском 6 March] 1868.. For students of the Imperial Ballet School, St. Petersburg.
- L’Esclave. Music by Cesare Pugni. 11 May [по јулијанском 29 April] 1869.. Imperial Theatre, Tsarskoye Selo.
- Don Quixote. Music by Ludwig Minkus. 26 December [по јулијанском 14 December] 1869.. Imperial Bolshoi Theatre, Moscow.
- Trilby. Music by Yuli Gerber. 6 February [по јулијанском 25 January] 1870.. Imperial Bolshoi Theatre, Moscow.
- Ariadne (revival, after J. Reisinger). Music by Yuli Gerber. 26 December [по јулијанском 14 December] 1878.. Imperial Bolshoi Theatre, Moscow.
- La Nuit et le Jour. Music by Ludwig Minkus. 30 May [по јулијанском 18 May] 1883.. Imperial Bolshoi Theatre, Moscow. For the coronation gala of Emperor Alexander III and Empress Maria Fyodorvna.
- L’Offrande à l’Amour. Music by Ludwig Minkus. 3 August [по јулијанском 22 July] 1886.. In honor of Empress Maria Fyodorovna. Imperial Theatre, Peterhof.
- Les Caprices du papillon. Music by Nikolai Krotkov. 17 June [по јулијанском 5 June] 1889.. Imperial Theatre, Peterhof. For the wedding of Princess Alexandra of Greece to the Grand Duke Pavel Alexandrovich.
- La Forêt enchantée (revival, after Lev Ivanov). Music by Riccardo Drigo. 25 July [по јулијанском 13 July] 1889.. Olga Island, Peterhof.
- Un conte de fées. Music by (?) Richter. 16 April [по јулијанском 4 April] 1891.. For students of the Imperial Ballet School, St. Pertersburg.
- Le Réveil de Flore. Music by Riccardo Drigo. 9 August [по јулијанском 28 July] 1894.. Imperial Theatre, Peterhof. For the wedding of the Grand Duchess Xenia Alexandrovna to the Grand Duke Alexander Mikhailovich.
- La Perle. Music by Riccardo Drigo. 29 May [по јулијанском 17 May] 1896., Imperial Bolshoi Theatre, Moscow. For the coronation gala of Emperor Nicholas II and Empress Alexandra Fydorovna.
- Les Noces de Thétis et Pélée (one-act version of Les Aventures de Pélée). Music by Ludwig Minkus and Riccardo Drigo. 9 August [по јулијанском 28 July] 1897., Olga Island, Peterhof.
- Les Ruses d'Amour (or The Trial of Damis). Music by Alexander Glazunov. 30 January [по јулијанском 17 January] 1900.. Imperial Theatre of the Hermitage, Winter Palace, St. Petersburg.
- Les Saisons. Music by Alexander Glazunov. 20 February [по јулијанском 7 February] 1900.. Imperial Theatre of the Hermitage, Winter Palace, St. Petersburg.
- Les Millions d'Arlequin. Music by Riccardo Drigo. 23 February [по јулијанском 10 February] 1900.. Imperial Theatre of the Hermitage, Winter Palace, St. Petersburg.
- Les Elèves de Dupré (1 act version of L’Ordre du roi). Music by Riccardo Drigo, based on the pastiche arranged by Albert Vinzentini. 27 February [по јулијанском 14 February] 1900.. Imperial Theatre of the Hermitage, Winter Palace, St. Petersburg.
- Le Cœur de la marquise. Music by Ernest Guiraud, with spoken verse by Frédéric Febvre. 7 March [по јулијанском 22 February] 1902.. Imperial Theatre of the Hermitage, Winter Palace, St. Petersburg.
- La Romance d'un Bouton de rose et d'un Papillon. Music by Riccardo Drigo. Never premiered (scheduled to have premiered 5 February [по јулијанском 23 January] 1904. at the Imperial Theatre of the Hermitage, Winter Palace, St. Petersburg).